# دولة غرم
دولة غرم هي قرية في مقاطعة سردشت، إيران. يقدر عدد سكانها بـ 355 نسمة بحسب إحصاء 2016.